# Tour de Langkawi 2017
Il Tour de Langkawi 2017, ventiduesima edizione della corsa, valido come prova dell'UCI Asia Tour 2017 categoria 2.HC, si svolse in otto tappe, dal 22 febbraio al 1º marzo 2017, su un percorso di complessivi 1222,2 km con partenza da Kangar e arrivo a Putrajaya, nel'arcipalago di Langkawi, in Malaysia. La vittoria fu appannaggio del sudafricano Ryan Gibbons, che completò il percorso in 29h04'57", precedendo l'australiano Cameron Bayly e l'italiano Alberto Cecchin.
I corridori che presero il via da Kangar furono 114, mentre coloro che portarono a termine il percorso sul traguardo di Putrajaya furono 97.

## Tappe
| Tappa  | Data        | Percorso                         | km     | Vincitore di tappa | Leader cl. generale |
| ------ | ----------- | -------------------------------- | ------ | ------------------ | ------------------- |
| 1ª     | 22 febbraio | Kangar > Kuala Terengganu        | 124,8  | Scott Sunderland   | Scott Sunderland    |
| 2ª     | 23 febbraio | Jerteh > Gerik                   | 208,1  | Travis McCabe      | Ryan Gibbons        |
| 3ª     | 24 febbraio | Serdang > Pantai Remis           | 118    | Jakub Mareczko     | Ryan Gibbons        |
| 4ª     | 25 febbraio | Seri Manjung > Cameron Highlands | 174,4  | Mekseb Debesay     | Ryan Gibbons        |
| 5ª     | 26 febbraio | Meru Raya > Kuala Kubu Bharu     | 151,5  | Ryan Gibbons       | Ryan Gibbons        |
| 6ª     | 27 febbraio | Senawang > Muar                  | 176,3  | Enrico Barbin      | Ryan Gibbons        |
| 7ª     | 28 febbraio | Malacca > Rembau                 | 148,1  | Jakub Mareczko     | Ryan Gibbons        |
| 8ª     | 1º marzo    | Setiawangsa > Putrajaya          | 121    | Travis McCabe      | Ryan Gibbons        |
| Totale | Totale      | Totale                           | 1222,2 |                    |                     |

## Squadre e corridori partecipanti
| N.    | Cod. | Squadra                       |
| ----- | ---- | ----------------------------- |
| 1-6   | DDD  | Team Dimension Data           |
| 11-17 | UHC  | UnitedHealthcare Pro Cycling  |
| 21-26 | BAR  | Bardiani CSF                  |
| 31-36 | WIL  | Wilier Triestina-Selle Italia |
| 41-46 | MZN  | Manzana Postobón Team         |
| 51-56 | ANS  | Androni-Sidermec-Bottecchia   |
| 61-66 | NIP  | Nippo-Vini Fantini            |
| 71-76 | IWS  | IsoWhey Sports-SwissWellness  |
| 81-86 | TSG  | Terengganu Cycling Team       |
| 91-96 | VAM  | Vino-Astana Motors            |

| N.      | Cod. | Squadra                           |
| ------- | ---- | --------------------------------- |
| 101-106 | IAC  | Infinite AIS Cycling Team         |
| 111-116 | AIS  | Aisan Racing Team                 |
| 121-126 | KSP  | KSPO-Bianchi Asia Procycling      |
| 131-136 | KYL  | Keyi Look Cycling Team            |
| 141-146 | TCC  | Thailand Continental Cycling Team |
| 151-156 | 7RP  | 7 Eleven-Roadbike Philippines     |
| 161-166 | TSC  | Team Sapura Cycling               |
| 171-176 | MSS  | Giant Cycling Team                |
| 181-186 | MYS  | Malaysia                          |

## Dettagli delle tappe

### 1ª tappa
- 22 febbraio: Kangar > Kuala Terengganu – 124,8 km

Risultati
| Pos. | Corridore        | Squadra      | Tempo    |
| ---- | ---------------- | ------------ | -------- |
| 1    | Scott Sunderland | IsoWhey      | 2h54'45" |
| 2    | Ryan Gibbons     | Dimension D. | s.t.     |
| 3    | Nicolas Marini   | Nippo        | s.t.     |

| Pos. | Corridore        | Squadra      | Tempo    |
| ---- | ---------------- | ------------ | -------- |
| 1    | Scott Sunderland | IsoWhey      | 2h54'35" |
| 2    | Ryan Gibbons     | Dimension D. | a 4"     |
| 3    | Nicolas Marini   | Nippo        | a 6"     |

### 2ª tappa
- 23 febbraio: Jerteh > Gerik – 208,1 km

Risultati
| Pos. | Corridore       | Squadra        | Tempo    |
| ---- | --------------- | -------------- | -------- |
| 1    | Travis McCabe   | UnitedHealthc. | 5h04'41" |
| 2    | Filippo Pozzato | Wilier T.      | s.t.     |
| 3    | Ryan Gibbons    | Dimension D.   | s.t.     |

| Pos. | Corridore       | Squadra        | Tempo    |
| ---- | --------------- | -------------- | -------- |
| 1    | Ryan Gibbons    | Dimension D.   | 7h59'13" |
| 2    | Travis McCabe   | UnitedHealthc. | a 3"     |
| 3    | Filippo Pozzato | Wilier T.      | a 11"    |

### 3ª tappa
- 24 febbraio: Serdang > Pantai Remis – 118 km

Risultati
| Pos. | Corridore         | Squadra    | Tempo    |
| ---- | ----------------- | ---------- | -------- |
| 1    | Jakub Mareczko    | Wilier T.  | 2h48'56" |
| 2    | Scott Sunderland  | IsoWhey    | s.t.     |
| 3    | Mohd Zamri Salleh | Terengganu | s.t.     |

| Pos. | Corridore       | Squadra        | Tempo     |
| ---- | --------------- | -------------- | --------- |
| 1    | Ryan Gibbons    | Dimension D.   | 10h48'09" |
| 2    | Travis McCabe   | UnitedHealthc. | a 3"      |
| 3    | Filippo Pozzato | Wilier T.      | a 11"     |

### 4ª tappa
- 25 febbraio: Seri Manjung > Cameron Highlands – 174,4 km

Risultati
| Pos. | Corridore      | Squadra      | Tempo    |
| ---- | -------------- | ------------ | -------- |
| 1    | Mekseb Debesay | Dimension D. | 4h37'49" |
| 2    | Cameron Bayly  | IsoWhey      | s.t.     |
| 3    | Ryan Gibbons   | Dimension D. | a 4"     |

| Pos. | Corridore       | Squadra      | Tempo     |
| ---- | --------------- | ------------ | --------- |
| 1    | Ryan Gibbons    | Dimension D. | 15h25'58" |
| 2    | Cameron Bayly   | IsoWhey      | a 11"     |
| 3    | Alberto Cecchin | Wilier T.    | a 15"     |

### 5ª tappa
- 26 febbraio: Meru Raya > Kuala Kubu Bharu – 151,5 km

Risultati
| Pos. | Corridore      | Squadra        | Tempo    |
| ---- | -------------- | -------------- | -------- |
| 1    | Ryan Gibbons   | Dimension D.   | 4h37'49" |
| 2    | Jakub Mareczko | Wilier T.      | s.t.     |
| 3    | Travis McCabe  | UnitedHealthc. | s.t.     |

| Pos. | Corridore       | Squadra      | Tempo     |
| ---- | --------------- | ------------ | --------- |
| 1    | Ryan Gibbons    | Dimension D. | 18h53'06" |
| 2    | Cameron Bayly   | IsoWhey      | a 23"     |
| 3    | Alberto Cecchin | Wilier T.    | a 27"     |

### 6ª tappa
- 27 febbraio: Senawang > Muar – 176,3 km

Risultati
| Pos. | Corridore        | Squadra   | Tempo    |
| ---- | ---------------- | --------- | -------- |
| 1    | Enrico Barbin    | Bardiani  | 4h09'16" |
| 2    | Anthony Giacoppo | IsoWhey   | s.t.     |
| 3    | Filippo Pozzato  | Wilier T. | s.t.     |

| Pos. | Corridore       | Squadra      | Tempo     |
| ---- | --------------- | ------------ | --------- |
| 1    | Ryan Gibbons    | Dimension D. | 23h02'22" |
| 2    | Cameron Bayly   | IsoWhey      | a 23"     |
| 3    | Alberto Cecchin | Wilier T.    | a 27"     |

### 7ª tappa
- 28 febbraio: Malacca > Rembau – 148,1 km

Risultati
| Pos. | Corridore      | Squadra        | Tempo    |
| ---- | -------------- | -------------- | -------- |
| 1    | Jakub Mareczko | Wilier T.      | 3h23'45" |
| 2    | Travis McCabe  | UnitedHealthc. | s.t.     |
| 3    | Andrea Palini  | Androni        | s.t.     |

| Pos. | Corridore       | Squadra      | Tempo     |
| ---- | --------------- | ------------ | --------- |
| 1    | Ryan Gibbons    | Dimension D. | 26h26'06" |
| 2    | Cameron Bayly   | IsoWhey      | a 24"     |
| 3    | Alberto Cecchin | Wilier T.    | a 28"     |

### 8ª tappa
- 1º marzo: Setiawangsa > Putrajaya – 121 km

Risultati
| Pos. | Corridore            | Squadra        | Tempo    |
| ---- | -------------------- | -------------- | -------- |
| 1    | Travis McCabe        | UnitedHealthc. | 2h39'00" |
| 2    | Anthony Giacoppo     | IsoWhey        | s.t.     |
| 3    | Riccardo Stacchiotti | Nippo          | s.t.     |

| Pos. | Corridore       | Squadra      | Tempo     |
| ---- | --------------- | ------------ | --------- |
| 1    | Ryan Gibbons    | Dimension D. | 29h04'57" |
| 2    | Cameron Bayly   | IsoWhey      | a 33"     |
| 3    | Alberto Cecchin | Wilier T.    | a 35"     |

## Evoluzione delle classifiche
| Tappa              | Vincitore          | Classifica generale Maglia gialla | Classifica a punti Maglia azzurra | Classifica scalatori Maglia rosso-verde | Classifica degli asiatici Maglia bianca | Classifica a squadre          |
| ------------------ | ------------------ | --------------------------------- | --------------------------------- | --------------------------------------- | --------------------------------------- | ----------------------------- |
| 1                  | Scott Sunderland   | Scott Sunderland                  | Scott Sunderland                  | Nur Amirul Fakhruddin Marzuki           | Shiki Kuroeda                           | IsoWhey Sports-SwissWellness  |
| 2                  | Travis McCabe      | Ryan Gibbons                      | Ryan Gibbons                      | John Ebsen                              | Yevgeniy Gidich                         | Wilier Triestina-Selle Italia |
| 3                  | Jakub Mareczko     | Ryan Gibbons                      | Scott Sunderland                  | John Ebsen                              | Yevgeniy Gidich                         | IsoWhey Sports-SwissWellness  |
| 4                  | Mekseb Debesay     | Ryan Gibbons                      | Scott Sunderland                  | John Ebsen                              | Yevgeniy Gidich                         | IsoWhey Sports-SwissWellness  |
| 5                  | Ryan Gibbons       | Ryan Gibbons                      | Ryan Gibbons                      | John Ebsen                              | Yevgeniy Gidich                         | IsoWhey Sports-SwissWellness  |
| 6                  | Enrico Barbin      | Ryan Gibbons                      | Ryan Gibbons                      | John Ebsen                              | Hideto Nakane                           | IsoWhey Sports-SwissWellness  |
| 7                  | Jakub Mareczko     | Ryan Gibbons                      | Jakub Mareczko                    | John Ebsen                              | Hideto Nakane                           | IsoWhey Sports-SwissWellness  |
| 8                  | Travis McCabe      | Ryan Gibbons                      | Ryan Gibbons                      | John Ebsen                              | Hideto Nakane                           | IsoWhey Sports-SwissWellness  |
| Classifiche finali | Classifiche finali | Ryan Gibbons                      | Ryan Gibbons                      | John Ebsen                              | Hideto Nakane                           | IsoWhey Sports-SwissWellness  |

## Classifiche finali

### Classifica generale - Maglia gialla
| Pos. | Corridore        | Squadra        | Tempo     |
| ---- | ---------------- | -------------- | --------- |
| 1    | Ryan Gibbons     | Dimension D.   | 29h04'57" |
| 2    | Cameron Bayly    | IsoWhey        | a 33"     |
| 3    | Alberto Cecchin  | Wilier T.      | a 35"     |
| 4    | Daniel Jaramillo | UnitedHealthc. | a 37"     |
| 5    | Mekseb Debesay   | Dimension D.   | a 41"     |
| 6    | Chris Harper     | IsoWhey        | a 43"     |
| 7    | Egan Bernal      | Androni        | s.t.      |
| 8    | Ben O'Connor     | Dimension D.   | s.t.      |
| 9    | Tim Roe          | IsoWhey        | s.t.      |
| 10   | Fernando Orjuela | Manzana        | a 50"     |

### Classifica a punti - Maglia azzurra
| Pos. | Corridore        | Squadra        | Punti |
| ---- | ---------------- | -------------- | ----- |
| 1    | Ryan Gibbons     | Dimension D.   | 75    |
| 2    | Travis McCabe    | UnitedHealthc. | 62    |
| 3    | Jakub Mareczko   | Wilier T.      | 54    |
| 4    | Enrico Barbin    | Bardiani       | 33    |
| 5    | Anthony Giacoppo | IsoWhey        | 32    |

### Classifica scalatori - Maglia rossoverde
| Pos. | Corridore      | Squadra      | Punti |
| ---- | -------------- | ------------ | ----- |
| 1    | John Ebsen     | Infinite AIS | 36    |
| 2    | Wilmar Pérez   | Sapura       | 30    |
| 3    | Mekseb Debesay | Dimension D. | 26    |
| 4    | Marcelo Felipe | 7 Eleven     | 21    |
| 5    | Sergio Higuita | Manzana      | 21    |

### Classifica asiatici - Maglia bianca
| Pos. | Corridore       | Squadra     | Tempo     |
| ---- | --------------- | ----------- | --------- |
| 1    | Hideto Nakane   | Nippo       | 29h06'13" |
| 2    | Dmitry Lukyanov | Vino-Astana | a 51"     |
| 3    | Marcelo Felipe  | 7 Eleven    | a 1'22"   |
| 4    | Dadi Suryadi    | Terengganu  | a 3'21"   |
| 5    | Masakazu Ito    | Nippo       | a 4'53"   |